# Parcul Industrial Ploiești
Parcul Industrial Ploiești este un parc industrial deținut integral de statul român prin Consiliul Județean Prahova.
A fost inaugurat în 2002, iar în prezent se extinde în două localități din apropierea Ploieștiului, Mizil și Ciorani.
A atras investiții de circa 700 milioane euro, iar companiile care au venit aici au creat în total 7.500 de locuri de muncă.
Extinderea parcului în orașul Urlați, în anul 2009, a atras investiții de peste 120 milioane dolari într-o fabrică de șampoane P&G și o fabrică de ambalaje Plastipak.